# Aenictus artipus
Aenictus artipus är en myrart som beskrevs av Wilson 1964. Aenictus artipus ingår i släktet Aenictus och familjen myror. Inga underarter finns listade i Catalogue of Life.